# Familie Anneessens
De familie Anneessens was een Vlaams geslacht van orgelbouwers, afstammelingen van Frans Anneessens.

## Geschiedenis
In 1830 werd het familiebedrijf Anneessens opgericht door Pieter-Hubertus (uit Londerzeel) in Ninove. Later vestigde deze familie zich aan de Franse grens. Ze bouwden en restaureerden kerkorgels. Een van de laatste vertegenwoordigers was Jules Anneessens.
Het bedrijf bleef in Menen gevestigd en werd, na overname, 'Andriessen Orgelbouw Anneessens bvba'. 
Enkele voorbeelden van orgels van hun hand zijn: het orgel in de Sint-Bartholomeuskerk in Geraardsbergen uit 1889-1890 door Charles Anneessens en het orgel in de Sint-Maartenskerk in Ieper uit 1931 door diens zoon Jules Anneessens.

## Genealogie
Te vermelden zijn:
- Frans Anneessens
  - Pieter-Hubertus Anneessens (Londerzeel, 3 november 1810 - Ninove, 14 februari 1888)
    - Charles Anneessens (Ninove, 1 maart 1835 - Cannes, 2 februari 1903)
      - Paul I Anneessens (Geraardsbergen, 1876 - 1946)
      - Oscar Anneessens (Geraardsbergen, 13 november 1873 - Kortrijk, 21 juli 1944)
      - Jules Anneessens (Geraardsbergen, 15 november 1876 - Menen, 3 augustus 1956)
        - Paul II Anneessens (Tildonk, 16 augustus 1917 - Roeselare, 28 november 1976)